# Klankschaal

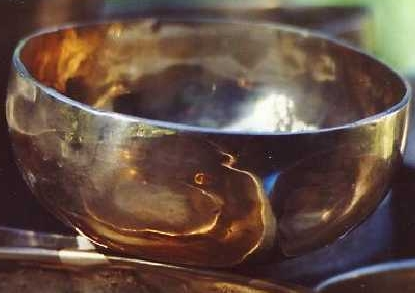
Klankschaal

Een klankschaal is een muziekinstrument in de vorm van een metalen of keramische schaal. Klankschalen kunnen verschillen in samenstelling, afmeting, wanddikte en kleur. De gebruikte metalen zijn meestal goud, zilver of koper of een legering van verschillende metalen. Keramische schalen bestaan uit aardewerk, porselein, glas of silica.

## Oorsprong

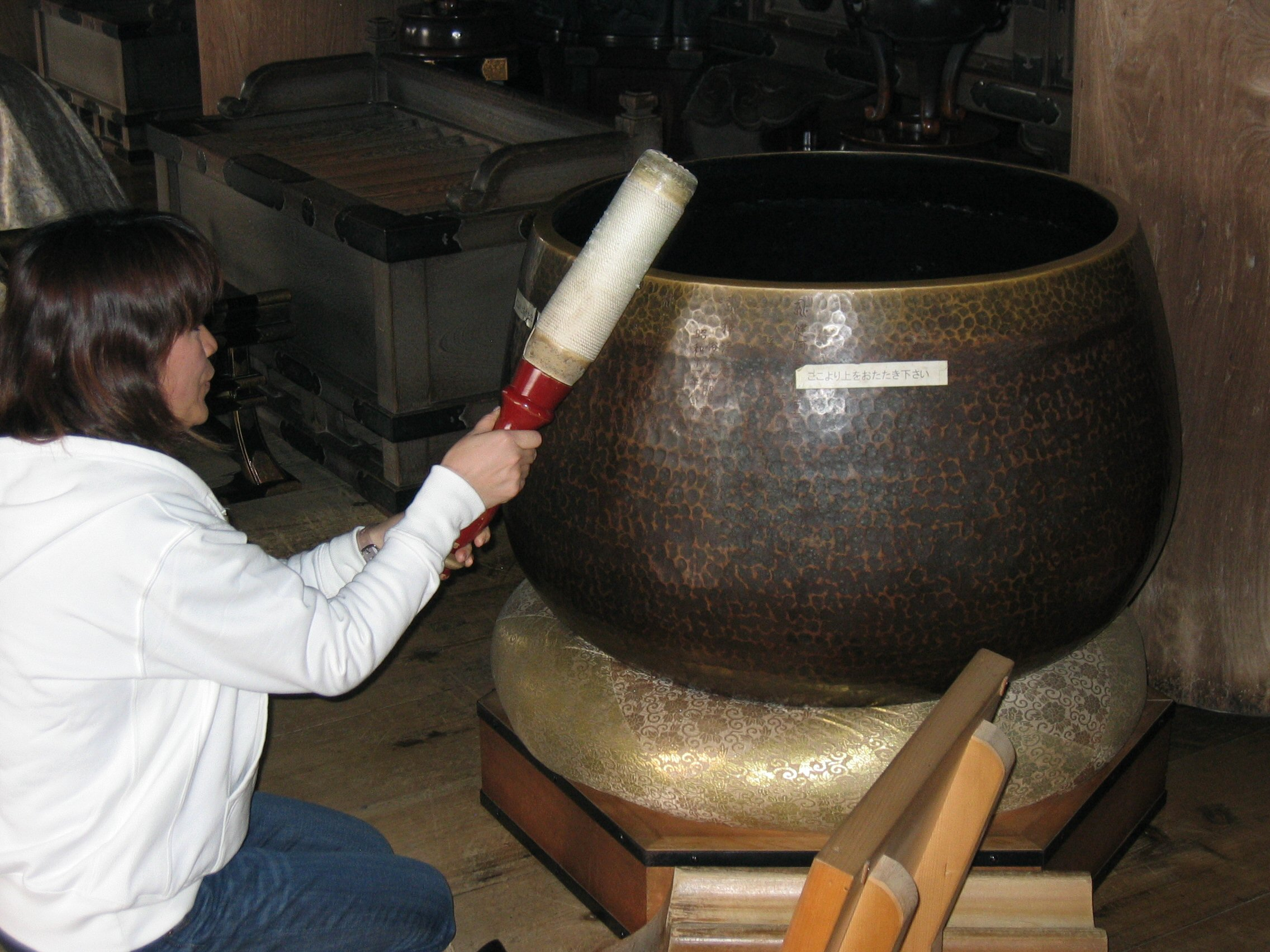
Grote klankschaal in de tempel Kiyomizu-dera in Kioto

Klankschalen zijn afkomstig uit de Tibetaans boeddhistische gebieden in de verschillende staten in de Himalaya. Elke klankschaal heeft een eigen karakter, toonzetting en klankkleur.
Voor klankschalen zijn veel benamingen in gebruik: boeddhistische schalen, geneeskommen, geneesschalen, harmonisatieschalen, heelkommen, heelklankschalen, Himalaya-klankschalen, lama-schalen, offerschalen, relaxatiekommen, rituele klankschalen, singing bowls, Tibetaanse klankschalen en zingende kommen.

## Geluidseigenschappen
Een klankschaal brengt geluid voort door het onder andere aan te slaan met een slagstok. Een subtielere methode is de stok langzaam om de rand te laten cirkelen waardoor er een stick-slip effect ontstaat. Klankschalen kennen veel boventoonresonanties met specifieke zwevingen. De werking wordt toegeschreven aan resonantie. Door de klankschaal op een andere manier vast te houden, worden andere resonantiefrequenties dominant en verandert de klank. In dit geval rust de schaal dan op drie vingers aan de onderzijde

## Klank
Aanspreektijden
Sommige klankschalen hebben een snelle aanspreektijd. Dat wil zeggen dat de klank meteen na het aanslaan volgt. Andere klankschalen ontwikkelen eerst een grommende bourdon, in het bijzonder de klankschalen tot 40 cm met een dikke rand. Waar de ene schaal gewillig reageert op een zachte tik heeft een andere een forse aansporing nodig.
Boventonen
Zoals dat bij bijna ieder muziekinstrument het geval is, produceren klankschalen boventonen waarbij de boventonen uit het lage register de grondtoon voller en ronder maken. Hierbij versmelt de nasorale resonantie van het boventoonzingen op een mooie wijze met de boventonen van de klankschalen.
Pulsatie
Een goede klankschaal kan een pulserende klank voortbrengen die op en neer golft in een periodiek ritme. Door verschillende kloppers te gebruiken wordt het pulseren gekneed, verlengd of verkort, waarbij de klank een golfbeweging maakt die met geregelde tussenpozen uitzet en inkrimpt.
Beschadiging
Eventueel geneuzel of uitdoven van de klank wijst op een beschadiging. Deze wordt meestal veroorzaakt door een nauwelijks zichtbaar haarscheurtje of luchtbel in de schaalmantel, wat in beide gevallen funest is voor de klank.

## Soorten

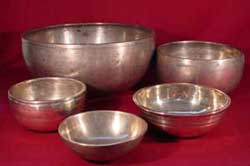
Antieke Himalayaschalen

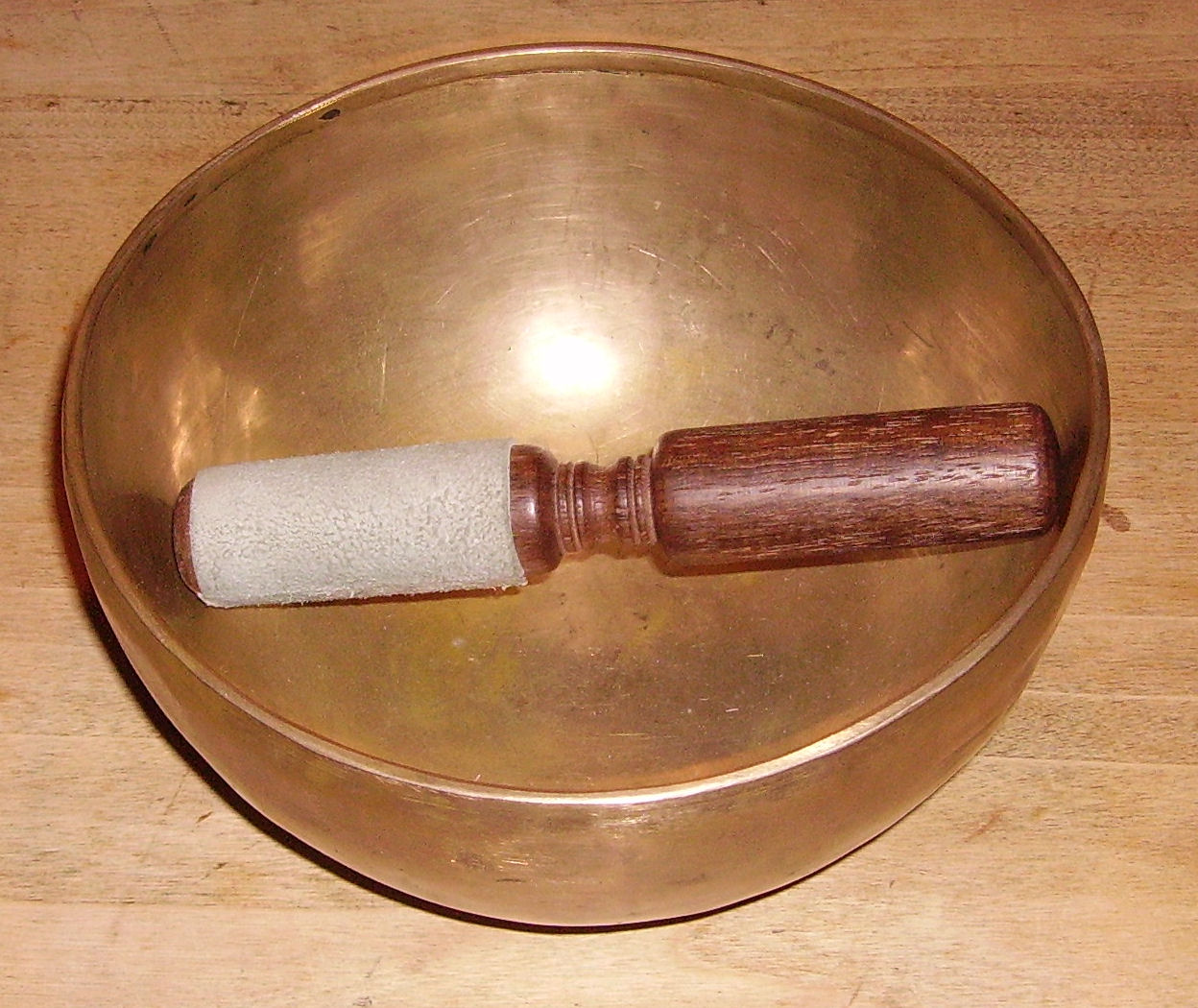
Tibetaanse klankschaal

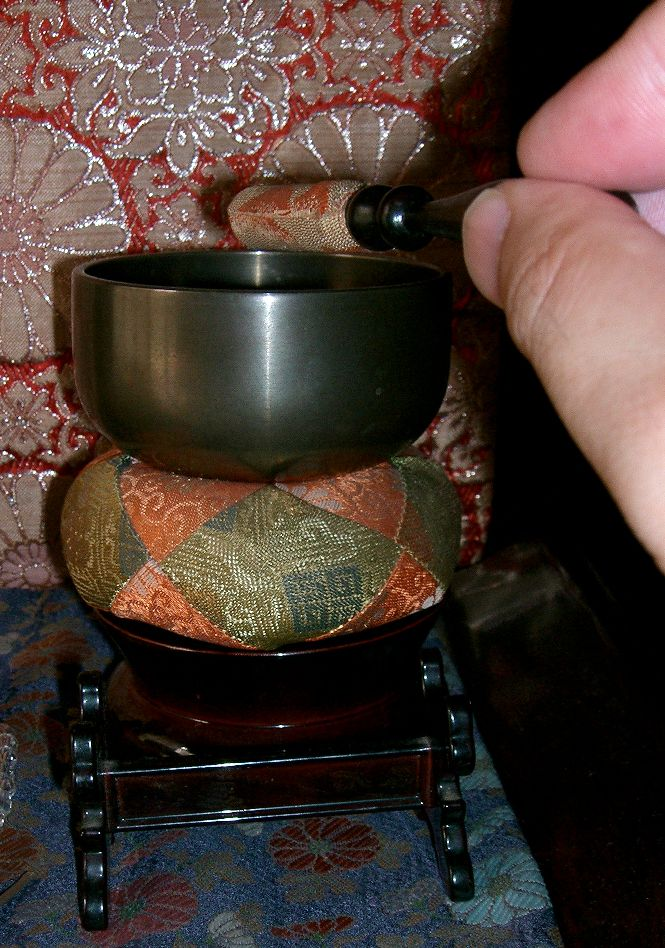
Japanse klankschaal

De verschillende soorten klankschalen zijn onder te verdelen naar samenstelling of herkomst:
Metalen klankschalen uit het Himalayagebied
Oorsprong en legering van de klankschalen is niet geheel bekend. Algemeen wordt aangenomen dat de klankschalen (singing bowls) van Nepalese oorsprong zijn. Ze worden in elk geval gebruikt bij het rituele vuuroffer van de Newari, een volksgroep uit de Kathmanduvallei in Nepal. Hoog in de Himalaya was er geen klei om keramische schalen te bakken, waardoor er metaalertsen werden gebruikt voor de vervaardiging van keukengerei. Niettemin is van de Newari geen smeedkunst bekend, gezien ze traditioneel een stadsvolk met zin voor architectuur en kunst, met verantwoordelijkheid voor het onderhoud van tempels.
Metalen klankschalen uit Japan
Deze metalen klankschaaltjes hebben een doorsnede van 5 à 6 cm en zijn net als suzi-belletjes rituele zuiveringsinstrumenten die verbonden zijn met het zen-boeddhisme en de goddelijke kiemkracht van de eerbiedwaardige shintoïsme. In de shinto-religie (de weg van Kami of de goden die het landschap bezielen) worden ook grote schalen van 86 cm gebruikt, de 'dobachi' of 'keisu' die met de ronde onderkant steeds op een kussen rusten zodat ze bij het aanslaan niet omrollen. China, Thailand, Korea en Myanmar kennen eveneens klankschalen. Ze worden er machinaal vervaardigd met het oog op het toerisme.
Keramische klankschalen uit Europa en nagenoeg alle werelddelen
Deze klankschalen worden gemaakt van in vuur gebakken klei. Een fraai voorbeeld daarvan is de keramiek van de Indianen. Wanneer schalen worden gevuld met verschillende hoeveelheden water, laten ze verschillende tonen weerklinken wanneer er bijvoorbeeld op getikt wordt met bamboestokjes. Kleine porseleinen kommetjes, gevuld met water, heten in India Jalatrang of Jal Tarang. Maar ook bloempotten die de binnenkant zijn voorzien van een gelijkmatige laag email zijn bruikbaar als klankschaal.
Silica klankschalen uit de Verenigde Staten
De juiste technologie om de melkwitte silica klankschalen te vervaardigen werd ontdekt in 1988. De allereerste schalen die tot ontwikkeling kwamen, werden in de Amerikaanse computerindustrie van Arizona gebruikt als halfgeleiders bij de productie van computerchips. De schalen worden vervaardigd uit silicazand van puur kwartskristal, ook gebruikt bij het vervaardigen van optische kabels voor telecommunicatie. In een centrifuge wordt het silica blootgesteld aan een middelpuntvliedende kracht en onder hoge temperatuur gesmolten tot een kom. Deze schalen bestaan in twee uitvoeringen:
- Clear: doorschijnend als glas, eerder dunwandig en daardoor verkrijgbaar tot zo'n 30 cm diameter.
- Frosted: als melkachtig glas of opaline. De wand is dikker en laat toe schalen te vervaardigen met een diameter tot 60 cm.

Bergkristallen klankschalen (onder voorbehoud)
Af en toe is er onder klankschaalliefhebbers ook sprake van een vijfde soort klankschalen die vervaardigd wordt uit bergkristal. 
Gouden klankschalen
Gouden klankschalen worden vaak verkocht onder de naam Lama-schalen, afgeleid van het woord lama, een Tibetaans boeddhistische monnik.
Volgens de Antwerps-Hongaarse sjamaan Joska Soos beschikken de roodkap-monniken van de karmapa-orde over klankschaaltjes van goud. 
Klankschalen met ornamentatie
Deze schalen voorzien van versieringen die niet altijd een symbolische waarde of cultuur-historische betekenis hebben. Zelfs indien sprake is van geijkte zinnebeelden of traditionele symbolen op klankschalen, is interpretatie meestal niet vanzelfsprekend ook al zijn betekenisdragende symbolen en versieringen van alle tijden.
Overig
Naast de genoemde klankschalen, bestaan er nog andere type schalen van minder cultuur-historische betekenis.
De schalen worden veelal in de New agebeweging gebruikt. Tijdens de productie wordt de klankschaal eerst gepolijst. Na spoeling, wordt de klankschaal dan elektrolytisch ontvet om de resterende polijstpasta te verwijderen. Na een nieuwe spoeling wordt de klankschaal vervolgens in een zuurdip van 10% zoutzuur gedompeld. Er volgt opnieuw een spoelbad en dan gaat de klankschaal gedurende een kwartier in een nikkelbad of een messingbad om via elektrolyse, waarbij elektrische wisselstroom wordt omgezet in gelijkstroom, voorzien te worden van een laag nikkel of messing. Na een nieuwe spoeling wordt de klankschaal binnen de twee minuten via een nieuw elektrolysebad voorzien van een goudlaagje. Een laag vernis vormt de afwerking.

## Basistechnieken

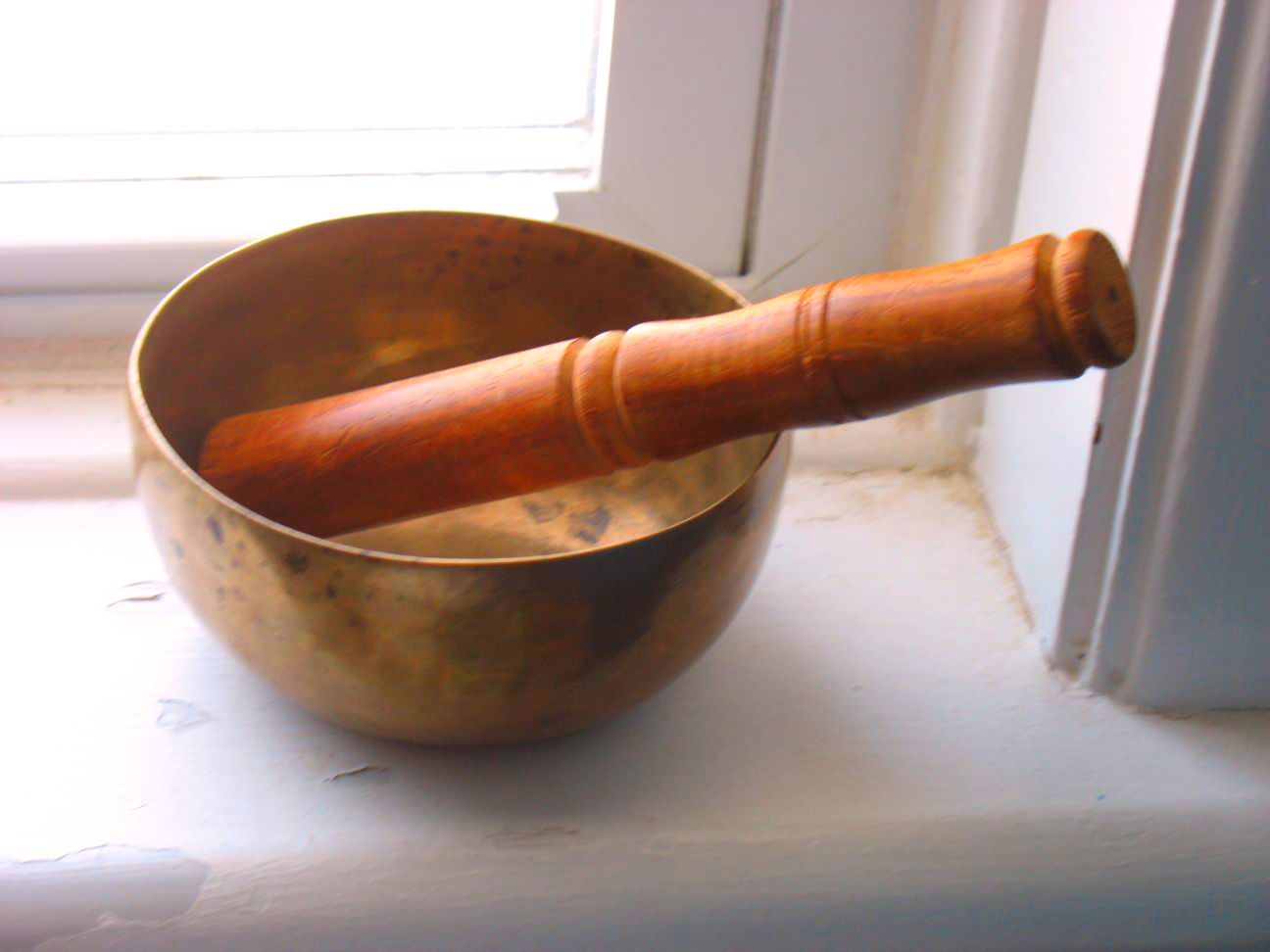
Klankschaal

Er zijn zeven basistechnieken (in het drummersjargon rudiments):
- Aanslaan met klopper: in dit geval wordt haaks geslagen tegen de rand van de klankschaal die op de vingertoppen rust en wordt een slagstok van hardhout voorzien van vilt. Het aanslaan aan de binnenkant van de schaal laat de klank doven. Silica-klankschalen worden bij voorkeur met een suèdeklopper (buitenzijde) of rubberklopper (binnenzijde) aangeslagen.
- Omcirkelen met wrijfstok: hierbij ligt de klankschaal op de vlakke handpalm en wordt een gladde, dikke stok gelijkmatig rond de buitenrand van de klankschaal geleid.
- Water in de schaal: de klankschaal bevat een bodempje water en wordt aangeklopt en rustig heen en weer gekanteld om glijdende fluittonen of glissandi te laten horen.
- Aankloppen met klanktoevoeging: in dit geval wordt de klankschaal aangeslagen waarbij de een resonantieholte de boventonen van de klankschaal versterkt.
- Rondtollen op omgekeerde schaal: hierbij staat een grote klankschaal omgekeerd op een doek of kussen en wordt een klein klankschaaltje erbovenop rondgedraaid en aangetikt met een houten stokje.
- Aanwrijven van klankschalen met de vingers: meer ervaren percussionisten kunnen een ritselend geluid ontlokken aan omgekeerde klankschalen door deze aan de buitenkant te bekloppen of door ze ritmisch aan te wrijven.
- Aanstrijken met een strijkstok: bij deze techniek wordt een strijkstok op de rand gehanteerd.

## Gebruik van klankschalen
Ze worden gebruikt als eetkommen, offerschalen, slaginstrumenten, relaxatie ondersteunende geluidsbronnen en als instrument bij het snoezelen. Bij meditatie worden ze toegepast vanwege de rustgevende klanken en ontspanningstechnieken, vaak in de vorm van een ligconcert. In de alternatieve therapie worden ze gebruikt voor de klankschaaltherapie, voor diepgaande ontspanning op lichamelijk en geestelijk niveau. Bij alternatieve sportmassage wordt het geluid van de klankschaal gebruikt omdat het geluid diep in het lichaam spanningen zou lostrillen.